# Daïra de Guidjel
La daïra de Guidjel est une circonscription administrative algérienne située dans la wilaya de Sétif. Son chef-lieu est situé sur la commune éponyme de Guidjel.

## Communes de la daïra
La daïra regroupe les deux communes Guidjel et Ouled Sabor.